# Rascal (microcomputador)
 Rascal es una computadora de placa única. Está diseñado por Brandon Stafford y vendido por Rascal Micro LLC en Somerville, Massachusetts. 

## Características
Se trata de una placa que ejecuta Linux. Su diseño de placa es compatible con los algunos accesorios para Arduino. Incluye software de servidor web y está destinado a ser programado en Python. 
El servidor web del Rascal incluye un editor que permite a los usuarios editar los programas de Python que se ejecutan en el Rascal desde cualquier navegador web, sin necesidad de actualizar nada.
Los archivos de diseño de Rascal se han lanzado como hardware libre bajo la licencia Creative Commons CC BY-SA. Esos archivos de diseño han sido publicados en github.